# Arquivo Geral das Índias
O Arquivo Geral das Índias (em castelhano, Archivo General de Indias) é um arquivo histórico espanhol no centro de Sevilha que foi criado em 1785 por iniciativa do rei Carlos III, visando centralizar num único lugar a documentação referente às colónias espanholas que até então se encontrava dispersa por diversos arquivos em Simancas, Cádiz e Sevilha.
O arquivo conserva cerca de 43 000 documentos, com 80 milhões de páginas e 8 000 mapas e desenhos que procedem, fundamentalmente, dos organismos metropolitanos encarregues da administração das colónias. O acervo inclui documentos como o Tratado de Tordesilhas ou documentos pessoais de Cristóvão Colombo, Fernão de Magalhães, Vasco Nuñez de Balboa, Francisco Pizarro e Hernán Cortés. Grande parte deles provêm do antigo Conselho das Índias e da Casa de Contratação.
O edifício e seu conteúdo encontram-se classificados como Património Mundial pela UNESCO desde 1987, no sítio denominado Catedral, Alcazar e Arquivo das Índias em Sevilha.